# Diagrama de secuencia
El diagrama de secuencia es un tipo de diagrama usado para modelar interacción entre objetos en un sistema según UML. En inglés se pueden encontrar como "sequence diagram" o "event-trace diagrams".

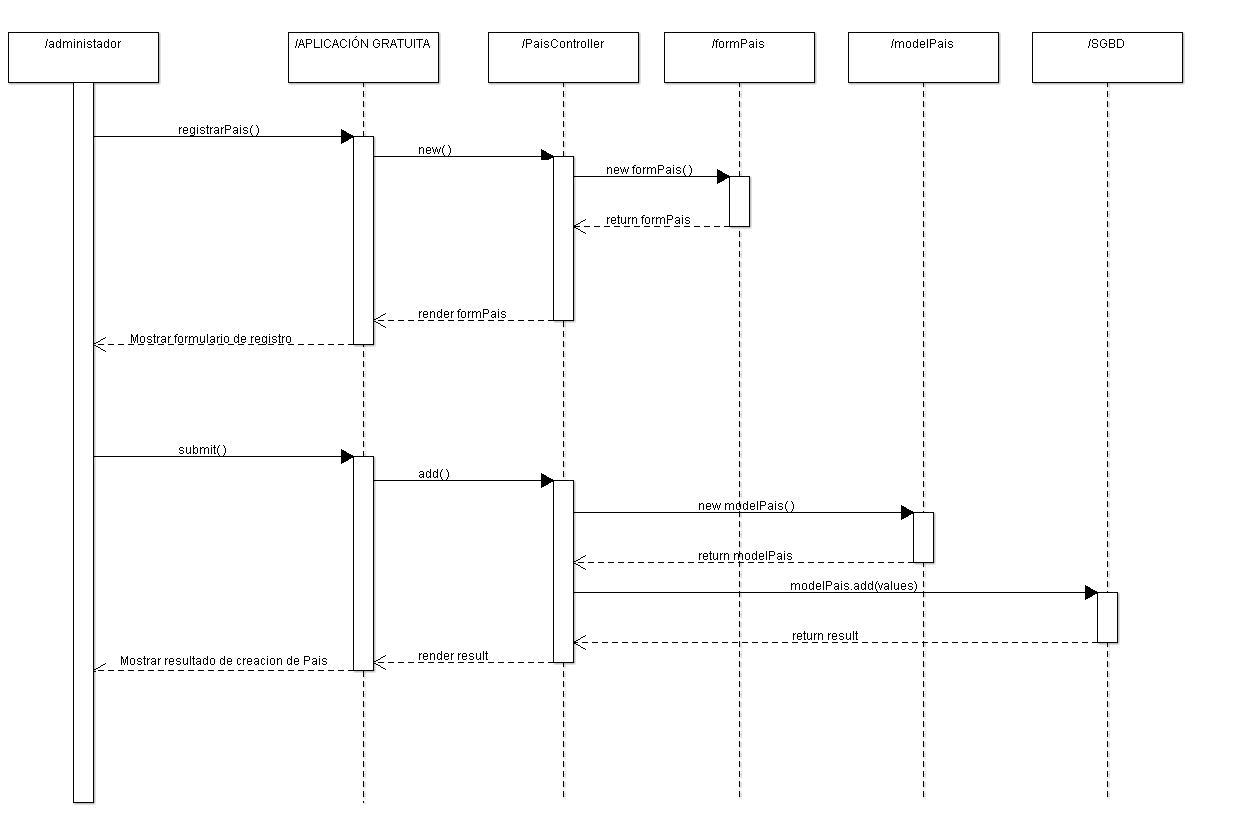
Ejemplo de Diagrama de Secuencia

## Utilidad
Un diagrama de secuencia muestra la interacción de un conjunto de objetos en una aplicación a través del tiempo y se modela para cada caso de uso. A menudo es útil para complementar a un diagrama de clases, pues el diagrama de secuencia se podría describir de manera informal como "el diagrama de clases en movimiento", por lo que ambos deben estar relacionados entre sí (mismas clases, métodos, atributos...). Mientras que el diagrama de casos de uso permite el modelado de una vista business del escenario, el diagrama de secuencia contiene detalles de implementación del escenario, incluyendo los objetos y clases que se usan para implementar el escenario y mensajes intercambiados entre los objetos.
Típicamente se examina la descripción de un caso de uso para determinar qué objetos son necesarios para la implementación del escenario. Si se dispone de la descripción de cada caso de uso como una secuencia de varios pasos, entonces se puede "caminar sobre" esos pasos para descubrir qué objetos son necesarios para que se puedan seguir los pasos.
Un diagrama de secuencia muestra los objetos que intervienen en el escenario con líneas discontinuas verticales, y los mensajes pasados entre los objetos como flechas horizontales.

### Líneas de Vida
Una línea de vida representa la participante una entidad o participante en el diagrama de secuencia. Una línea de vida generalmente tiene un rectángulo con el nombre del objeto. Si el nombre es SELF significa que la línea de vida representa un clasificador.
"Algunas veces un diagrama de secuencia tendrá una línea de vida con un símbolo del elemento actor en la parte superior. Este usualmente sería el caso si un diagrama de secuencia es contenido por un caso de uso. Los elementos entidad, control y límite de los diagramas de robustez también pueden contener líneas de vida".

### Mensajes
Los mensajes son comunicaciones entre los objetos que, son llamadas, datos, respuestas, peticiones entre una línea de vida y otra.
Los mensajes se muestran como flechas. 
"Los mensajes pueden ser completos, perdidos o encontrados; síncronos o asíncronos: llamadas o señales. En el siguiente diagrama, el primer mensaje es un mensaje síncrono (denotado por una punta de flecha oscura), completo con un mensaje de retorno implícito; el segundo mensaje es asíncrono (denotado por una punta de flecha en línea) y el tercero es un mensaje de retorno asíncrono (denotado por una línea punteada)".

### Tipos de mensajes
Existen dos tipos de mensajes: síncronos y asíncronos.
Los mensajes síncronos se corresponden con llamadas a métodos del objeto que recibe el mensaje. El objeto que envía el mensaje queda bloqueado hasta que termina la llamada. Este tipo de mensajes se representan con flechas con la punta rellena.
Los mensajes asíncronos terminan inmediatamente, y crean un nuevo hilo de ejecución dentro de la secuencia. Se representan con flechas con la punta hueca.
También se representa la respuesta a un mensaje con una flecha discontinua.

### Pueden ser usados en dos formas
- De instancia: describe un escenario específico (un escenario es una instancia de la ejecución de un caso de uso).
- Genérico: describe la interacción para un caso de uso. Utiliza ramificaciones ("branches"), condiciones y bucles. A veces se puede usar para usted realizar trabajos

## Estructura
Los mensajes se dibujan cronológicamente desde la parte superior del diagrama a la parte inferior; la distribución horizontal de los objetos es arbitraria.